# Смъртта на „Супермен е жив“: Какво се случи?
„Смъртта на „Супермен е жив“: Какво се случи?“ (на английски: The Death of "Superman Lives": What Happened?) е американски документален филм от 2015 г. със сценарист и режисьор Джон Шнеп. В него са описани събитията зад кулисите около прекратения филм „Супермен е жив“ на Тим Бъртън. Част от финансите са събрани чрез успешна кампания в Kickstarter.
Някои от интервюираните хора във филма са:
- Тим Бъртън, режисьор
- Кевин Смит, сценарист
- Дан Гилрой, сценарист
- Джон Питърс, продуцент
- Колийн Атууд, дизайнер на костюмите
- Лоренцо ди Бонавентура, продуцент
- Уесли Стрик, сценарист